# ニューワールドホテル
ニューワールドホテル （英語: The New World Hotel、中国語: 新世界酒店）は香港に本拠があるホテル運営会社で、東南アジアおよび中国でホテルを経営している。

## 概要
ニューワールドホテル（The New World Hotel、新世界酒店）は1979年に香港に本拠を置いて始まったホテル運営会社で、東南アジアおよび中国でホテルを経営している。
現在、ホーチミン市、マニラ、中国の大連、上海、武漢、順徳にホテルを経営していて、北京、瀋陽、海口にも予定している。

## 参照項目
- ニューワールド・ディベロプメント ( New World Development)
- 周大福 ( Chow Tai Fook Enterprises)